# Священная война
«Священна війна» (рос. «Священная война») — радянська російськомовна патріотична пісня, яку офіційно 24 червня 1941 року опублікував В. І. Лебедєв-Кумач.
Почувши мелодію більшість згадає слова, які написав у 1941 році Василь Лебедєв-Кумач в перші дні після нападу нацистської Німеччини на СРСР. Тривалий час пісня «Вставай, страна огромная», переважною більшістю населення сприймалася, як патріотичний витвір «соцреалізму».
Існує версія, що оригінал пісні з'явився у 1919 році в лавах криворізьких повстанців Української Народної Республіки. Однак вперше цю пісню опублікували в 1947 році в повісті Юрка Степового «В Херсонських степах».

## Історія
Згідно з офіційною радянською версією, 24 червня 1941 року, вже після початку Другої світової війни, В. І. Лебедєв-Кумач опублікував цей текст у центральних московських газетах «Известия» і «Красная звезда». Одразу після опублікування композитор Александров Олександр Васильович написав музику на ці слова, і вже 26 червня 1941 року на Білоруському вокзалі одна груп Червонопрапорного ансамблю пісні і танцю СРСР, яка ще не виїхала на фронт, вперше виконала цю пісню.
Проте, до 15 жовтня 1941 року «Священна війна» широко не виконувалася, оскільки вважалося, що вона має надмірно трагічне звучання: у ній співалося не про швидку перемогу «малою кров'ю», а про важку смертну битву. І лише згодом, коли німецькі війська захопили вже Калугу, Ржев і Калінін, «Священна війна» стала щодня звучати по всесоюзному радіо — кожен ранок після бою кремлівських курантів. Пісня набула масової популярності на фронтах Німецько-радянської війни і підтримувала бойовий дух у військах.
У післявоєнний час часто виконувалася Ансамблем пісні і танцю Радянської армії і мала широкий успіх як в СРСР, так і на зарубіжних гастролях.
22 травня 2007 року під бурхливі оплески була виконана в Брюсселі в штаб-квартирі НАТО Ансамблем пісні і танцю Російської армії імені О. В. Александрова.

## Питання авторства
Композитор: О. Александров

Слова: В. Лебедєв-Кумач

Переклад: М. Бажан

1

Вставай, країно гордая,

На подвиг бойовий!

З розбійницькими ордами

Вставай на смертний бій!

Приспів:

Ненависть благородная

Хай хвилями зрина,

Іде війна народная,

Священная війна!

2

Як протилежні полюси,

Завжди ворожі ми,

За світло й мир ми боремся,

Вони — за царство тьми.

Приспів.
В 1990-ті, після демонтажу радянської партійної цензури, роки з'явився ряд публікацій, в яких стверджувалося, що пісню «Священна війна» написав під час Першої світової війни, 1916 року, педагог, поет і музикант-аматор Олександр Адольфович Боде (1865—1939), який незадовго до смерті надіслав свій твір Лебедєву-Кумачу, а той лише вніс до нього незначні зміни, відповідні ситуації 1941 року.
За фактом однієї з таких публікацій спадкоємці Лебедєва-Кумача звернулися до суду, який визнав відомості про плагіат «такими, що не відповідають дійсності і що принижують честь, гідність, ділову репутацію автора пісні „Священна війна“ В. І. Лебедєва-Кумача». Є також публікації про наявність у Російському державному архіві літератури та мистецтва чернетки пісні, написаної рукою В. І. Лебедєва-Кумача, з його численними правками, що відображають послідовну роботу над створенням тексту.
Доктор мистецтвознавства Є. М. Левашов відстоює авторство О. А. Боде, висловлюючи сумнів у неупередженості та обґрунтованості рішення суду. Також Левашов ставить під сумнів авторство музики. З допомогою історико-стилістичного аналізу, і навіть посилаючись на свідчення членів сім'ї Боде, він доводить авторство початкової мелодії як належать Боде і відводить О. В. Александрову роль професійного аранжировщика. Зокрема він зазначає, що суд відмовив відповідачам у проведенні експертизи.
В свою чергу музика, використана О.Боде та О.Александровим, базується на мелодії німецьких патріотичних пісень початку XIX сторіччя — «Ми звели величний дім» та «Клятва». Автор першої з них, Август фон Бінцер, називав цю мелодію «народним тюрингським наспівом».

### Українська пісня «Ось день війни народної»
В Україні існувала пісня зі схожою мелодією та приспівом «Повстань, повстань, народе мій». Схожість мелодій зауважив кобзар Тарас Силенко. На думку музикознавиці Любові Морозової, є показовим, що пісня «Священна війна» написана на 3/4, а не на 2/4, що властиво радянським маршам, і ця мелодія могла би звучати в супроводі кобзи.
Найранніші відомі публікації цієї української пісні з'явилися у 1947 році. Так, у спогадах Юрія Степового, брата Костя Пестушка, провідника антибільшовицького повстання Степової дивізії, що опубліковані у 1947 році, згадуються такі слова пісні:
Повстань, повстань, народе мій!
Кидайсь до зброї вмить!
За Україну в смертний бій, — : Свята війна горить…
У збірнику «Співаник УПА» (1950), що значною мірою базується на співанику Степана Ґоляша (1947), пісня опублікована разом з нотами під назвою «Ось день війни».
Пізніше пісня з'явилася під назвою «Ось день війни народної» в збірнику «Пісні УПА» (1996) серії «Літопис УПА», де зазначено, що пісню записав Степан Ґоляш на вишколі юнацтва ОУН влітку 1943 року в лісах біля села Бишки на Тернопільщині. Пісня «повстала на Волині, й перейшла в Галичину під час німецької окупації».
Варіант цієї пісні з нотами з'явився у пісеннику «Пісня — то моє життя» (2013, укладач Іван Хланта). У книзі опубліковані пісні записані з уст співачки Ганни Опришко з села Голобутів на Стрийщині.